# Stanisław Nehrebecki
Stanisław Nehrebecki (ur. 8 maja 1896 w Przemyślu, zm. 11 listopada 1918 we Lwowie) – żołnierz Legionów Polskich, uczestnik I wojny światowej, działacz niepodległościowy, kawaler Orderu Virtuti Militari.

## Życiorys
Urodził się w rodzinie Józefa i Antoniny z Wasylewskich. Był bratem Michała. Ukończył szkołę powszechną. Od sierpnia 1914 ochotniczo służył w Legionach Polskich, jako żołnierz 2 oddziału karabinów maszynowych 6 pułku piechoty, z którym walczył podczas I wojny światowej. Po kryzysie przysięgowym został wcielony do armii austriackiej.
Szczególnie odznaczył się 5 lipca 1916 podczas bitwy pod Kostiuchnówką, gdzie „obsługiwał km: celnym ogniem skierowanym na lewe skrzydło oddziału rosyjskiego udaremnił próbę okrążenia swojej kompanii przez nieprzyjaciela, sam otoczony przebił się do własnych szeregów. 9 listopada 1918 jako ochotnik zgłosił się do sekcji szturmowej, która miała wykonać atak na Pocztę we Lwowie. Na czele swojej sekcji wdarł się pierwszy do silnie umocnionego gmachu, zdobywając w ten sposób tę ważną placówkę. Ciężko ranny, zmarł 11 listopada 1918 w szpitalu w Politechnice Lwowskiej, w następstwie odniesionej rany i tam pochowany. Za tę postawę został pośmiertnie odznaczony Orderem Virtuti Militari. Później został ekshumowany i pochowany na Cmentarzu Obrońców Lwowa.
Był kawalerem, dzieci nie miał.

## Ordery i odznaczenia
- Krzyż Srebrny Orderu Wojskowego Virtuti Militari nr 6423 – pośmiertnie, 17 maja 1922[12][13][3][14][15]
- Krzyż Niepodległości – pośmiertnie, 15 czerwca 1932 „za pracę w dziele odzyskania niepodległości”[16][2][3]
- Krzyż Walecznych czterokrotnie nr 48432[1] – pośmiertnie[17][3] (po raz 1 i 2 „za udział w b. Legionach Polskich”[18][19])
- Krzyż Pamiątkowy 6 pułku piechoty Legionów Polskich[6]
- Brązowy Medal Waleczności[20]